# Szombathelyi püspökök listája
A szombathelyi püspökök listája a szombathelyi egyházmegye püspökeit tartalmazza.

## A püspökök listája

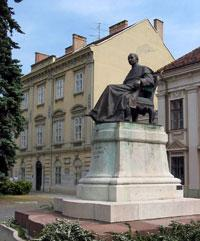
Szily János szobra a székesegyházzal szemben

| #  | Portré | Címer | Név                                    | Hivatali idő | Megjegyzések           |
| -- | ------ | ----- | -------------------------------------- | ------------ | ---------------------- |
| 1  |        |       | felsőszopori Szily János               | 1777–1799    |                        |
| 2  |        |       | Franziskus von Paula Herzan von Harras | 1800–1804    | bíboros                |
| 3  |        |       | perlaki Somogy Lipót                   | 1806–1822    |                        |
| 4  |        |       | Bőle András                            | 1822–1844    |                        |
| 5  |        |       | Balassa Gábor                          | 1844–1851    |                        |
| 6  |        |       | Szenczy Ferenc                         | 1852–1869    |                        |
| 7  |        |       | Szabó Imre                             | 1869–1881    |                        |
| 8  |        |       | Hidasy Kornél                          | 1882–1900    |                        |
| 9  |        |       | István Vilmos                          | 1901–1910    |                        |
| 10 |        |       | zabolai Mikes János                    | 1911–1936    |                        |
| 11 |        |       | Grősz József                           | 1939–1943    | későbbi kalocsai érsek |
| 12 |        |       | Kovács Sándor                          | 1944–1972    |                        |
| -  |        |       | Winkler József                         | 1959–1981    | segédpüspök            |
| 13 |        |       | Fábián Árpád O.Praem.                  | 1972–1986    |                        |
| -  |        |       | Póka György                            | 1982–1987    | segédpüspök            |
| 14 |        |       | Konkoly István                         | 1987–2006    |                        |
| 15 |        |       | Veres András                           | 2006–2016    |                        |
| 16 |        |       | Székely János                          | 2017–        |                        |
| -  |        |       | Fekete Szabolcs Benedek                | 2022–        | segédpüspök            |